# Jazzpunk
Jazzpunk é um jogo eletrônico de aventura desenvolvido pela Necrophone Games e publicado pela Adult Swim Games para o Windows, Mac e Linux através das plataformas digitais Steam e Humble Bundle Store. O jogo foi lançado em 7 de fevereiro de 2014.

## Jogabilidade
O jogo se passa entre os anos 1950 e 1960, em um mundo onde os japoneses venceram a Segunda Guerra Mundial e sua cultura se espalhou pelo mundo. O jogador controla um espião freelancer chamado Polyblank, que trabalha para uma agência que oferece serviços de espionagem para uma multitude de clientes. Para iniciar um serviço, o jogador deve tomar uma dose de Missionoyl, pílulas que ajudam a aumentar a realidade.
O jogo é dividido entre várias missões, e durante elas, o jogador é encorajado a interagir com objetos aleatórios e NPCs antes de completar a missão principal. Durante a maior parte, o jogador possui somente a habilidade de usar objetos, interagir com NPCs e pular. Algumas interações irão iniciar minijogos, onde novos controles estarão disponíveis, normalmente a habilidade de atacar inimigos.

## Recepção
Jazzpunk foi bem recebido pela crítica, com uma média de 79 pontos no Metacritic. Em uma crítica para o site Polygon, Chris Plante diz que "se for para categorizar Jazzpunk, ele se parece mais com jogos como Proteus e Gone Home, esse novo gênero sobre exploração de um espaço virtual e, até um certo ponto, pela mente de seus criadores." De acordo com Plante, uma das coisas que faz Jazzpunk ser um bom jogo de comédia e aventura, é "não forçar suas piadas no jogador. Muitas são sutis, e outras nem serão notadas." Alex Navarro, contribuidor do site Giant Bomb, deu cinco estrelas ao jogo, e disse que "[o] que é mais impressionante sobre o estranho humor de Jazzpunk é que ele permite o jogador participar do nonsense que está acontecendo em volta." Navarro também elogiou a consistência presente no jogo, apesar das constantes piadas presentes no mundo de Jazzpunk: "É tudo completamente louco, mas de uma maneira extremamente e impressionantemente específica."
Enquanto alguns críticos elogiaram a consistência com a qual as piadas apareciam, Leif Johnson, criticou o exagero dos minijogos no final do jogo: "no fim, minhas risadas se tornaram sorrisos, como se eu tivesse assistindo a performance de um comediante cujo brilhante início foi decaindo à medida que a apresentação continuava." Johnson elogiou o início forte do jogo, com suas piadas escondidas pelas fases, e deu uma nota 7 ao jogo em sua crítica para o site IGN.